# Apoleanka, Babanka
Apoleanka (în ucraineană Аполянка) este o comună în raionul Babanka, regiunea Cerkasî, Ucraina, formată numai din satul de reședință.

## Demografie
Componența lingvistică a comunei Apoleanka
     Ucraineană (95,33%)
     Rusă (2,6%)
     Alte limbi (1,04%)
Conform recensământului din 2001, majoritatea populației comunei Apoleanka era vorbitoare de ucraineană (95,33%), existând în minoritate și vorbitori de rusă (2,6%).